# Colli a Volturno

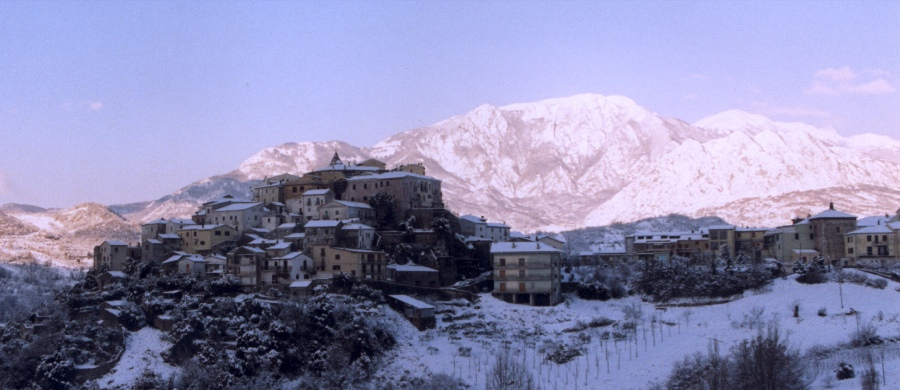
Colli a Volturno (Isernia) - Panorama.

Colli a Volturno là một đô thị ở tỉnh Isernia trong vùng Molise, có cự ly khoảng 45 km về phía tây của Campobasso và khoảng 11 km về phía tây của Isernia. Tại thời điểm ngày 31 tháng 12 năm 2004, đô thị này có dân số 1.377 và diện tích là 24,3 km².
Đô thị Colli a Volturno có các frazioni (các đơn vị trực thuộc, chủ yếu là các làng) Casali, Castiglioni, Cerreto, và Valloni.
Colli a Volturno giáp các đô thị: Cerro al Volturno, Filignano, Fornelli, Macchia d'Isernia, Montaquila, Monteroduni, Rocchetta a Volturno, Scapoli.